# Canet, Hérault
Canet este o comună în departamentul Hérault din sudul Franței. În 2009 avea o populație de 3.269 de locuitori.

## Evoluția populației
| An        | 1975  | 1982  | 1990  | 1999  | 2006  | 2009  |
| --------- | ----- | ----- | ----- | ----- | ----- | ----- |
| Populație | 1.061 | 1.206 | 1.402 | 1.598 | 2.868 | 3.269 |